# Plaza de Santo Domingo (Guadalajara)
La plaza de Santo Domingo es una de las mayores y más concurridas plazas de la ciudad de Guadalajara (España). Se sitúa al sur del centro histórico, al final de la calle Mayor, y en ella se ubican el monumento al Conde de Romanones y la iglesia de San Ginés. Allí confluyen algunas de las grandes vías de comunicación de la ciudad, como la carrera de San Francisco, la calle del Amparo, el paseo del Doctor Fernández Iparraguirre y la calle Mayor, además de las menores calle de la Mina, calle del Capitán Arenas, calle de Pablo iglesias y travesía de Santo Domingo.
Tiene una forma irregular y una superficie de una hectárea, aproximadamente. Se divide en tres zonas separadas por las calzadas que atraviesan la plaza: la mayor parte, el lado oeste de la plaza, diáfana con dos fuentes; al lado este y a la entrada de la calle Mayor, una zona de jardines con el monumento al Conde de Romanones, y al sur, al otro lado del paseo dell Doctor Fernández Iparraguirre, una plazuela a pie de la iglesia de San Ginés.
Tiene su origen en los inicios de la antigua madīnat al-Faray andalusí, en el siglo VIII, como parte de una de las entradas de la ciudad por el sur, en la que se situaba la puerta del Mercado. Cuando en 1260 Alfonso X de Castilla y León concede a Guadalajara el privilegio para realizar dos ferias al año, coincidiendo con las cosechas de primavera y otoño, y mercados todos los martes, éstos se empezarían a celebrar en ésta plaza extramuros, que se conocería entonces como plaza del Mercado. En el siglo XVI se construyó junto a la plaza la iglesia de San Ginés, que también quedó extramuros. A partir de 1834 se la denominó plaza de Marlasca, en recuerdo a José Marlasca, víctima de los Cien Mil Hijos de San Luis diez años antes. A finales del siglo XIX se terminó de derruir las murallas de la ciudad, incluida la puerta del Mercado, y se amplió la plaza hasta incorporarla al resto de la ciudad. La última gran transformación de la plaza se produjo en 1991 con la construcción de un aparcamiento subterráneo y un cambio en su fisonomía y en la trazada de las calzadas que la cruzan.